# Sergio Asenjo Andrés
Sergio Asenjo Andrés (nascut el 28 de juny de 1989 a Palència), conegut futbolísticament com a Asenjo, és un exfutbolista professional castellanolleonès que jugava com a porter.

## Trajectòria
Va començar a jugar al CD San Juanillo, equip del seu barri natal a Palència. Des d'allà va fer el salt
a les categories inferiors del Reial Valladolid, on aviat va demostrar el seu talent defensant la porteria.

### Real Valladolid
La temporada 2006/07 va començar a jugar amb l'equip filial, a la Segona Divisió B, on va jugar 29 partits, encaixant 36 gols. A més, va debutar amb el primer equip en un partit de Copa del Rei contra el Gimnàstic de Tarragona, de fet, va jugar els 180 minuts de l'eliminatòria.
La següent temporada, la 2007/08 també la va començar amb l'equip filial, aquest any però, només va jugar 10 partits abans de debutar amb el primer equip.
Va esdevenir el tercer porter del primer equip a la temporada 2007-08, però aviat va aconseguir fer-se un lloc a l'alineació titular, en detriment del porter francès Ludovic Butelle i del veterà Alberto. Va debutar a Primera Divisió el 2 de desembre del 2007 en un Real Valladolid 2 - Vila-real CF 0. En aquesta primera temporada amb l'equip blanc-i-violeta va disputar 24 partits de la màxima categoria.
Gràcies a les seves grans actuacions, va renovar el seu contracte per tres anys amb l'entitat castellana el gener del 2008, signant així el seu primer contracte professional.

### Atlètic de Madrid
El juliol de 2009 va ser traspassat a l'Atlètic de Madrid per 5,5 milions d'euros, el traspàs de Diego Costa i un altre jugador, i la cessió de David de Gea, malgrat tot aquest últim mai va jugar a les files del Valladolid. Sergio Asenjo va ser presentat a l'Estadi Vicente Calderón el 13 de juliol davant de 2.000 persones.
El 8 de maig del 2010 el jugador es va lesionar de gravetat en un partit contra l'Sporting de Gijón. Aquest trencament del lligament encreuat anterior va fer que s'estigués de baixa fins al novembre del mateix any. No obstant, tot i no estar present a la final, va aconseguir el seu primer títol com a professional, l'Europa League de 2010 gràcies a la victòria per 2-1 davant el Fulham FC. Així, al començament de la següent temporada va aconseguir la Supercopa d'Europa davant el Inter de Milà. Després de la lesió, fou novament convocat per primera vegada el 14 de desembre de 2010, per a un partit a Leverkusen davant el Bayer 04.
Durant el mercat d'hivern de la temporada 2010/11 el jugador va ser cedit al Màlaga CF.

### Málaga CF
Va debutar, després de molts mesos sense xafar un terreny de joc, amb l'equip andalús en un partit de Copa del Rei contra el Sevilla FC. La mala sort va tornar a caure del costat del jugador palencià, ja que amb la titularitat consolidada amb l'equip andalús i després de 6 partits consecutius com a titular una nova lesió greu el va deixar fora dels camps de futbol 8 mesos més.

### Retorn a l'Atlètic de Madrid
Finalitzada la temporada va tornar a l'Atlètic de Madrid, però la titularitat del jove belga Thibaut Courtois li va impedir jugar molts minuts. Va redebutar en Lliga davant el Reial Madrid a causa de l'expulsió del porter belga. L'any 2012 tornà a proclamar-se campió de l'Europa League amb l'Atlètic de Madrid després de véncer en la final a l'Athletic Club de Bilbao.
El 31 d'agost de 2012 fou suplent en el partit que decidia la Supercopa d'Europa 2012, contra el Chelsea FC a Mònaco, i que l'Atlético de Madrid guanyà per 4 a 1.
La temporada 2012/2013 va fer de segon porter de l'equip per davant de Joel Robles, i va jugar tots els partits d'Europa League i també aquells on Courtois no podia estar. Al final d'aquest any, va aconseguir la Copa del Rei amb la victòria per 2-1 davant el Reial Madrid.

### Vila-real CF
El 23 de juliol del 2013 es va fer oficial la seua cessió al Vila-real CF, amb tot, l'equip groguet es guardà una opció de comprar al final de temporada. Les perspectives amb l'Atlètic de Madrid no eren massa bones a causa de la indiscutible titularitat de Thibaut Courtois. Va debutar al primer partit de Lliga davant la UD Almeria amb victòria per 2-3. A Vila-Real va aconseguir una continuïtat que portava temps buscant i va resultar clau en que l'equip acabara en la sisena posició al campionat nacional i la posterior classificació a l'Europa League. Com era evident, el Villareal va exercir la seua opció de compra de 4 milions d'euros i el jugador va passar a ser propietat del club castellonenc. L'any 2014/2015 va seguir com a porter titular en Lliga i Europa League, amb grans resultats, ja que l'equip de la Plana va acabar 6é de nou i va ser eliminat de la competició europea en quarts de final davant el Sevilla FC.
El 29 d'abril de 2015 va tornar a patir una greu lesió al genoll, que el va deixar sense jugar fins als darrers mesos de l'any. Malauradament, el 26 de febrer de 2017 va tornar a caure lesionat del genoll per quarta vegada, però després de la seua recuperació va tornar a ser el porter titular en la temporada 2017/2018.
La temporada 2018/2019 fou la més difícil a nivell col·lectiu, ja que el equip es va passar l'any lluitant per mantindre la categoria, cosa que finalment va aconseguir en els últims partits. El propi Asenjo va perdre la titularitat davant Andrés Fernández a les jornades decisives.
A la temporada 2020–21, sota el nou entrenador Unai Emery, Asenjo va conservar el seu lloc com a titular a la temporada de lliga, mentre que Gerónimo Rulli va ser el preferit per a la campanya victoriosa de la Lliga Europa de la UEFA 2020-21. Va fer una actuació destacada en partit europeu, al partit de tornada dels vuitens de final a casa contra l'FC Dinamo de Kíev que el seu equip va guanyar per 2-0 el 18 de març.

### Retorn al Valladolid
El 7 de juliol de 2022, Asenjo va tornar a Valladolid com a agent lliure. Va actuar principalment com a suplent de Jordi Masip, i després de ser degradat a la tercera opció després de l'arribada de John, va deixar el club l'1 de setembre de 2023, i finalment es va retirar.

## Internacional

### Categories inferiors
Jugant com a titular de la selecció espanyola sub-17 va aconseguir la medalla de bronze en l'Eurocopa sub-17 de 2006, i també guanyà l'Eurocopa sub-19 com a porter titular.
També ha sigut habitual en la porteria de la selecció sub-21.

### Selecció absoluta
La seua primera convocatòria amb la selecció absoluta es va produir en 2015, però no va poder debutar davant Holanda ni Ucraïna. Jugà per primera vegada amb l'equip nacional a l'amistós davant Bòsnia de preparació per l'Eurocopa de 2016. A partir d'aquest moment ha sigut convocat en novembre de 2016 per a un partit davant Anglaterra i durant la preparació per al Mundial de 2018.

## Equips
| Club              | Temporada     | Lliga   | Lliga | Copa    | Copa | Europa  | Europa | Total   | Total |
| Club              | Temporada     | Partits | Gols  | Partits | Gols | Partits | Gols   | Partits | Gols  |
| ----------------- | ------------- | ------- | ----- | ------- | ---- | ------- | ------ | ------- | ----- |
| Real Valladolid   | 2007-2008     | 24      | 29    | 0       | 0    | 0       | 0      | 24      | 29    |
| Real Valladolid   | 2008-2009     | 23      | 29    | 0       | 0    | 0       | 0      | 23      | 29    |
| Real Valladolid   | Total         | 47      | 58    | 0       | 0    | 0       | 0      | 47      | 58    |
| Atlètic de Madrid | 2009-2010     | 15      | 20    | 1       | 0    | 9       | 14     | 25      | 34    |
| Atlètic de Madrid | 2010-2011     | 0       | 0     | 0       | 0    | 0       | 0      | 0       | 0     |
| Màlaga CF         | 2010-2011     | 5       | 11    | 1       | 3    | 0       | 0      | 6       | 14    |
| Atlètic de Madrid | 2011-2012     | 2       | 5     | 2       | 3    | 1       | 1      | 5       | 9     |
| Atlètic de Madrid | 2012-2013     | 1       | 2     | 1       | 0    | 8       | 6      | 10      | 8     |
| Atlètic de Madrid | Total         | 18      | 27    | 4       | 3    | 18      | 21     | 41      | 51    |
| Vila-real CF      | 2013-2014     | 35      | 41    | 0       | 0    | 0       | 0      | 35      | 41    |
| Vila-real CF      | 2014-2015     | 34      | 31    | 6       | 8    | 8       | 10     | 48      | 49    |
| Vila-real CF      | 2015-2016     | 4       | 5     | 0       | 0    | 3       | 1      | 7       | 6     |
| Vila-real CF      | 2016-2017     | 24      | 15    | 2       | 4    | 5       | 9      | 31      | 28    |
| Vila-real CF      | 2017-2018     | 23      | 30    | 1       | 0    | 2       | 4      | 26      | 34    |
| Vila-real CF      | 2018-2019     | 29      | 39    | -       | -    | -       | -      | 29      | 39    |
| Vila-real CF      | Total         | 149     | 161   | 9       | 12   | 18      | 24     | 176     | 197   |
| Total carrera     | Total carrera | 219     | 256   | 17      | 18   | 36      | 44     | 272     | 318   |

## Palmarès

### Atlético de Madrid
- 2 Lliga Europa de la UEFA: (2009/10) i (2011/12)
- 2 Supercopes d'Europa: (2010) i (2012)[10]
- 1 Copa del Rei: (2012/13)[18]

### Vila-real CF
- 1 Lliga Europa de la UEFA: 2020-21

### Selecció espanyola
- Campionat d'Europa sub-19 (2007)